# Sekinchan
 (janvier 2020).
Sekinchan est une ville en Malaisie dans l'état de Selangor. Sekinchan est bordé par le détroit de Malacca.